# Radio Free Europe (sang)
 Denne artikel omhandler Radio Free Europe (sang). Opslagsordet har også en anden betydning, se Radio Free Europe.
"Radio Free Europe" er en sang af det amerikanske alternative rockband R.E.M., der blev udgivet i 1981 som bandets første single. En genindspillet version, som udkom på debutalbummet Murmur i 1983 blev gruppens gennembrudshit.

## Overblik
"Radio Free Europe" blev udgivet som R.E.M.'s debutsingle på det kortlivede uafhængige pladeselskab Hib-Tone i 1981. Sangen indeholder det "what were to become the trademark unintelligible lyrics which have distinguished R.E.M.'s work ever since." Singlen blev positivt modtaget af musikkritikerne, og succesen skaffede gruppen en pladekontrakt  med I.R.S. Records. R.E.M. genindspillede sangen til deres debutalbum Murmur i 1983. Genindspilningen for I.R.S. blev gruppens første single på hitlisterne, hvor den toppede som nummer 78 på Billboard Hot 100. Sangen er blevet listet som nummer 389 på Rolling Stones liste over The 500 Greatest Songs of All Time. I 2010 blev den tilføjet til Library of Congresss National Recording Registry for at etableret "mønsteret for senere indierock-udgivelser ved at bryde igennem i college radio." Sangen blev brugt i filmen The Party Animal fra 1984.

## Genindspilning
R.E.M. skrev kontrakt med I.R.S. Records i 1982 og pladeselskabet bad R.E.M. om at genindspille "Radio Free Europe" i 1983 til deres debutalbum Murmur. Bandet indvilligede, fordi de havde følte, at de kunne forbedre den oprindelige version betydeligt ved at indspille den på ny.
Den genindspillede version af "Radio Free Europe" blev den første single fra Murmur. Det blev den første af gruppens singler, som nåede ind på hitlisterne, hvor den toppede som nummer 78 på Billboard singles chart og den var på listen i fem uger. Sangen nåede også nummer 25 på Billboard Top Tracks chart.

### Hitlister
| Hitliste (1983)           | Højeste placering |
| ------------------------- | ----------------- |
| U.S. Billboard Hot 100    | 78                |
| U.S. Billboard Top Tracks | 25                |

## Spor
Alle sange er skrevet af Bill Berry, Peter Buck, Mike Mills og Michael Stipe medmindre andet er angivet.
Hib-Tone version
1. "Radio Free Europe" – 3:46
2. "Sitting Still" – 3:07

I.R.S. version
1. "Radio Free Europe" (edit) – 3:10
2. "There She Goes Again" (Lou Reed) – 2:49